# 2027年2月6日日食
2027年2月6日日食是一次日環食，將發生於2027年2月6日。新月當天（即朔日），地球上觀測到月球和太阳的角距離極小，此時月球如果恰好在月球交點附近，穿過太阳和地球之間，與地球、太阳接近一直線，則會出現日食。月球穿過太阳和地球之間，但距地球較遠，本影未能接觸地表，而使偽本影覆蓋的區域內看到月球的角直徑小於太陽，就形成日環食，同時在偽本影兩側數千公里的半影範圍內形成日偏食。此次日環食經過了智利、阿根廷、烏拉圭、巴西、科特迪瓦、加納、多哥、貝寧、奈及利亞，日偏食則覆蓋了南美洲中南部、非洲南部。

## 日食概況

### 出現區域
皮特凯恩群岛以南約1500公里的南太平洋最先在日出時看到此次日環食，隨後月球偽本影先向東偏南移動，再逐漸轉向東北，劃過南美洲南部，進入大西洋並在巴西南里奥格兰德州東南約200公里的洋面達到最大食分。此後偽本影繼續向向東北移動，橫跨大西洋，在日即將落時劃過幾內亞灣北部沿岸，最終在日落時分結束於奈及利亞拉各斯州南岸。全過程中，偽本影完全覆蓋了3個首都——加納阿克拉、多哥洛美、貝寧波多诺伏，以及奈及利亞最大城市、前首都拉哥斯，此外科特迪瓦經濟首都和實際上的行政中心阿比让位於環食帶北緣，其南部能看到日環食。
偽本影經過的陸地將依次包括：
- 智利：伊瓦涅斯將軍艾森大區北部和湖大區南半部；
- 阿根廷：丘布特省北部、內格羅河省東南半部、布宜諾斯艾利斯省南部；
- 乌拉圭：馬爾多納多省中南部、羅恰省東南半部；
- 巴西：南里奥格兰德州南端；
- ：潟湖區東南部和南科莫埃區中南部；
- ：西部地區中南部、中部地區除西北角外的大部、阿散蒂地區南部、東部地區中南部、大阿克拉地區、沃爾特地區南部；
- 多哥：高原區南部和濱海區；
- ：庫福省中南部、祖省中南部、丘陵省極南端、高原省除北部外的大部，及上述地區以南各地；
- 奈及利亞：奧貢州西部、奧約州極西南角、拉各斯州西半部。[3][4]

除了上述狹窄的環食帶內能看到日環食之外，月球半影覆蓋範圍內都將能看到日偏食，包括玻里尼西亞東南部，南美洲亞馬遜雨林以南部分及蓋亞那中南部、蘇利南和法屬圭亞那全境，非洲的北非西部、西非除尼日尔東北部外的絕大部分、中部非洲西南半部、南部非洲除東端外的絕大部分，伊比利亞半島南部，及南極洲靠近南美洲的約三分之一。

此次日環食過程中月影在地表移動的動畫

### 基本參數
- 類型：日環食
- 食甚中心處（位於巴西南里奥格兰德州東南約200公里的南大西洋）資料：
  - 時間：2027年2月6日15:59:35.7
  - 地點：31°18.2′S 48°28.1′W / 31.3033°S 48.4683°W
  - 食分：0.9281（環食帶內最大）
  - 偽本影寬度：281.5公里
  - 日環食持續時間：7分50.9秒
- 環食最長處資料：
  - 時間：2027年2月6日15:41:48
  - 地點：35°4′S 53°22′W / 35.067°S 53.367°W
  - 偽本影寬度：279.7公里
  - 日環食持續時間：7分53.5秒[6]

## 相關的日食

### 2026-2029年的日食
月球交替位於相對的月球交點時，以半個交點年（食年），即約177天又4小時間隔出現下列日食。
| 日食列表  |           |           |           |           |           |           |           |           |           |           |           |
| 1997-2000 | 2000-2003 | 2004-2007 | 2008-2011 | 2011-2014 | 2015-2018 | 2018-2021 | 2022-2025 | 2026-2029 | 2029-2032 | 2033-2036 | 2036-2039 |

| 升交點                                                         | 升交點                   |          | 降交點                   | 降交點 |
| 沙羅周期                                                       | 地圖                     | 沙羅周期 | 地圖                     |        |
| 121                                                            | 2026年2月17日 環食       | 126      | 2026年8月12日 全食       |        |
| 131                                                            | 2027年2月6日 環食        | 136      | 2027年8月2日 全食        |        |
| 141                                                            | 2028年1月26日 環食       | 146      | 2028年7月22日 全食       |        |
| 151                                                            | 2029年1月14日 偏食（北） | 156      | 2029年7月11日 偏食（南） |        |
| 註：2029年6月12日和2029年12月5日的日偏食屬於下一組交點年系列。 |                          |          |                          |        |

### 沙羅周期
沙羅週期長度為18年11天。本次日食屬於沙羅週期131，共包含70次日食，依次為1125年8月1日至1504年3月16日的22次日偏食、1522年3月27日至1612年5月30日的6次日全食、1630年6月10日至1702年7月24日的5次全環食（亦稱混合食）、1720年8月4日至2243年6月18日的30次日環食、2261年6月28日至2369年9月2日的7次日偏食，總共歷時1244.08年。其中最長的全食發生於1612年5月30日，僅持續了短短58秒。
下表列舉了1901年至2100年間發生的屬於該周期的日食，是第46至56次：
| 46            | 47             | 48             |
| ------------- | -------------- | -------------- |
| 1918年12月3日 | 1936年12月13日 | 1954年12月25日 |
| 49            | 50             | 51             |
| 1973年1月4日  | 1991年1月15日  | 2009年1月26日  |
| 52            | 53             | 54             |
| 2027年2月6日  | 2045年2月16日  | 2063年2月28日  |
| 55            | 56             |                |
| 2081年3月10日 | 2099年3月21日  |                |

## 資料來源
1. ↑  樊忠玉. . 中国天文科普网.   [2018-01-31]. （原始内容存档于2014-09-17）.
2. 1 2  Fred Espenak. . NASA Eclipse Web Site.   [2018-01-31]. （原始内容存档于2020-10-23）.（英文）
3. ↑  Fred Espenak. . NASA Eclipse Web Site.   [2018-01-31]. （原始内容存档于2020-10-24）.（英文）
4. ↑  Xavier M. Jubier. .   [2018-01-31]. （原始内容存档于2018-01-31）.（法文）（英文）
5. ↑  Fred Espenak. . NASA Eclipse Web Site.   [2018-01-31]. （原始内容存档于2019-01-18）.（英文）
6. ↑  Fred Espenak. . NASA Eclipse Web Site.   [2018-01-31]. （原始内容存档于2020-10-23）.（英文）
7. ↑  Fred Espenak. . NASA Eclipse Web Site.（英文）

## 外部連結
- NASA日食專頁（页面存档备份，存于）（英文）
- 可見區域圖和時間統計：由弗雷德·埃斯佩纳克做出的日食預報，NASA/GSFC
  - Google互動地圖呈現的日食範圍
  - 貝塞爾元素
- Google地圖顯示的日環食和日偏食範圍（页面存档备份，存于）（法文）（英文）

| \| \| 日食 \|                             |                             |                                          |
| 上一次日食： 2026年8月12日日食 （日全食） | 2027年2月6日日食 （日環食） | 下一次日食： 2027年8月2日日食 （日全食） |
| 上一次日環食： 2026年2月17日日食          | 2027年2月6日日食 （日環食） | 下一次日環食： 2028年1月26日日食         |
|                                           | 日食                        |                                          |